# Goldsiegel
Goldsiegel war eine Spirituosenmarke in der DDR.
Das Getränk wurde vom VEB Uhle in Schwerin (ab den 1980er Jahren im Kombinat Spirituosen, Wein und Sekt) hergestellt, und in verschiedenen Betriebsteilen wie dem VEB Güldenstern Ludwigslust abgefüllt. Für die Herstellung wurde Weinbrand verschnitten, um die Alkoholmenge auf 32 Vol.-% zu reduzieren.